# 景德桥
景德桥又名沁阳桥、西关大桥，位于山西省晋城市城区西关沙河上，是中华人民共和国山西省文物保护单位之一。
1965年5月24日，公布为第一批山西省文物保护单位，编号1-88，是一座古桥梁。始建于金大定二十九年（1189年），落成于明昌二年（1191年）。目前为保护古桥，仅限于摩托车、自行车和行人通行。